# Cyclone (torpilleur)
Pour les articles homonymes, voir Cyclone (homonymie).
Le Cyclone  est un torpilleur, navire de haute mer lancé en 1898, en service dans la Marine française jusqu'en 1920.

## Historique
Il fut mis sur cale en 1896 sous le nom de Ténare, et fut baptisé Cyclone en 1898. Il fait son voyage inaugural du Havre à Cherbourg le 27 juillet 1898, et fait ses essais à Cherbourg au début de janvier 1899, puis à Brest dès en février-mars 1899, où il est affecté ce même mois à l'escadre de la Méditerranée, avec pour port d'attache la base de Toulon, sous le commandement en chef du vice-amiral Edgard de Maigret. Au 1er janvier 1902 le Cyclone est affecté à la défense mobile de la Corse ainsi qu'en 1903. En 1904 il est en Tunisie, puis de retour à Toulon en 1905 et repart à Bizerte en 1910. Désarmé en 1911-1913, il sert comme garde-pêche à Alger de 1914 à 1918, et retourne à Bizerte en 1919. Il est rayé le 1er octobre 1920

## Commandants
- Édouard Barbin (1858-19..), Lieutenant de vaisseau du 1er août 1898 au 31 janvier 1900
- Jacques Delguey de Malavas (1862-1912), Lieutenant de vaisseau du 1er février 1900 au 30 avril 1901
- Victor Maurice Fontaine (1857-1933), Lieutenant de vaisseau du 1er mai 1901 au 17 juin 1902
- Charles Émile Luc (1860-1921), Lieutenant de vaisseau du 18 juin 1902[1] ,[2]
- Achille Marie Nicolas Degrenand (1869-1952), Lieutenant de vaisseau, (nomination au 12 septembre 1912 prise de fonction le 1er janvier 1914
- Henri Barthélemy Gasquet (1864-1928), Lieutenant de vaisseau, commande 1er juin 1915[3], jusqu'en septembre 1917.
- Robert Marie Jean Salmon (1871-1949) , Lieutenant de vaisseau, nommé le 1er octobre 1917[4] ,[5]

## Personnalités ayant servi à son bord
- Second : Marie Pierre Fenouil (1871-1956), enseigne de vaisseau 1er août 1898
- Second : Paul Feillet (1875-1914), enseigne de vaisseau au 1er janvier 1900
- Second : François Lavelaine de Maubeuge (1873-1930), enseigne de vaisseau 1er février 1900
- Second : Robert Laffont (1877-1950), enseigne de vaisseau du 22 février 1901
- Second : Stanislas Joseph Émile Albert  Millot (1875-1931), enseigne de vaisseau du 5 mai 1902[Note 1] ,[1] ,[2]
- Antoine Tabone (1891-19..), matelot de 2e classe, breveté provisoire chauffeur a servi à bord de 1917 à 1918[4]